# 北岳 (日本)
北岳是位于日本赤石山脈，山梨縣南阿爾卑斯市的山峰。海拔為3,193公尺。日本的第二高峰。

## 概要
是日本僅次于富士山的第二高山。也是日本百名山、山梨百名山和白峰三山之一。其過去測量的海拔高度為3,192公尺。2004年10月15日，日本國土地理院對該山高度進行修正，改為3,193公尺。
北岳是日本重要的登山圣地。擁有很多的山小屋和高山植物。

## 图片集

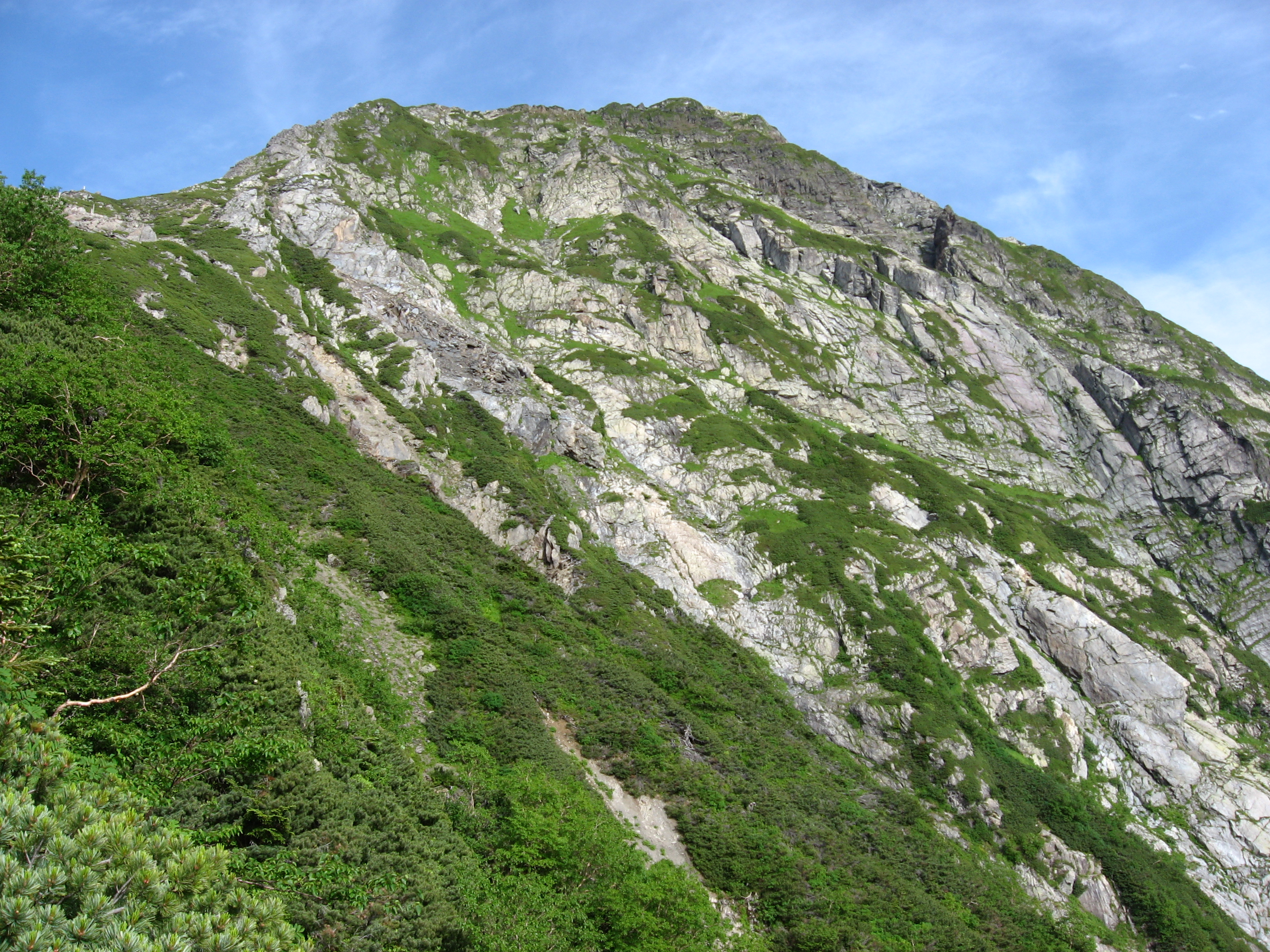
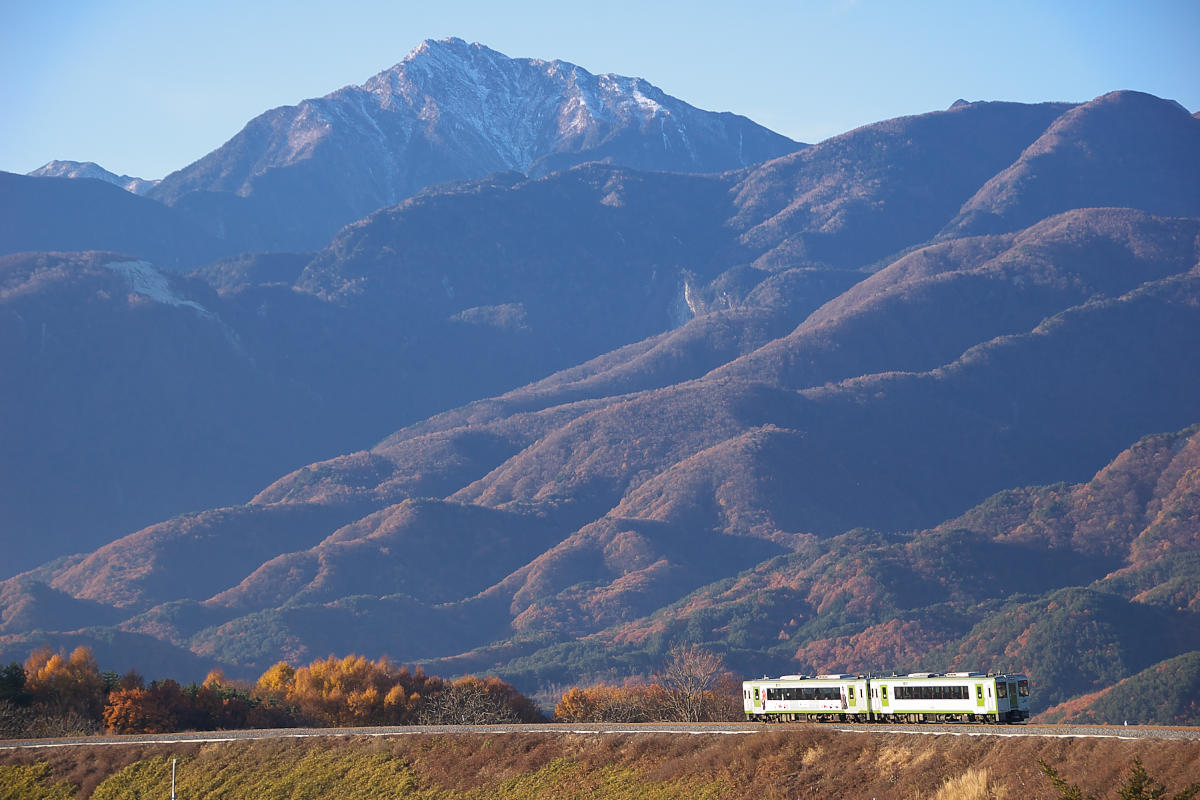
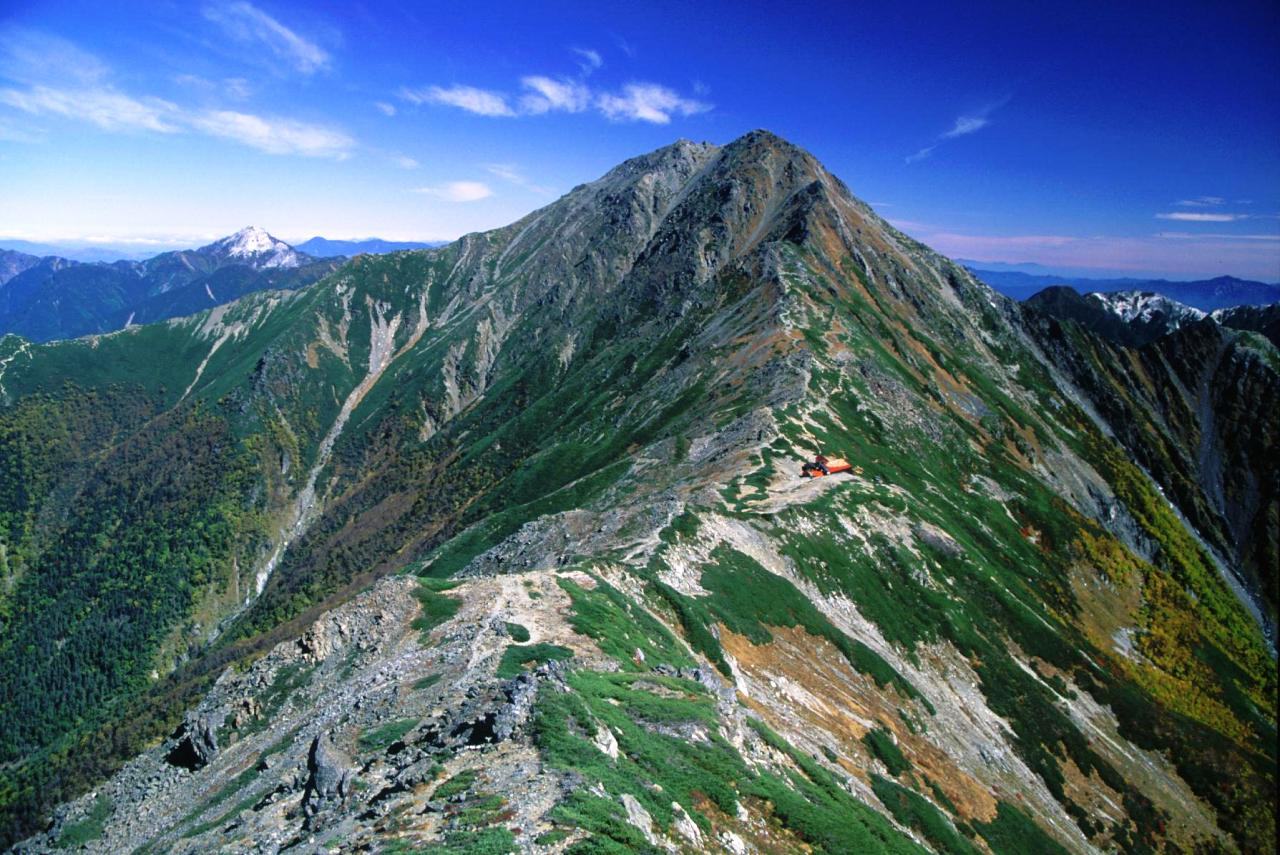
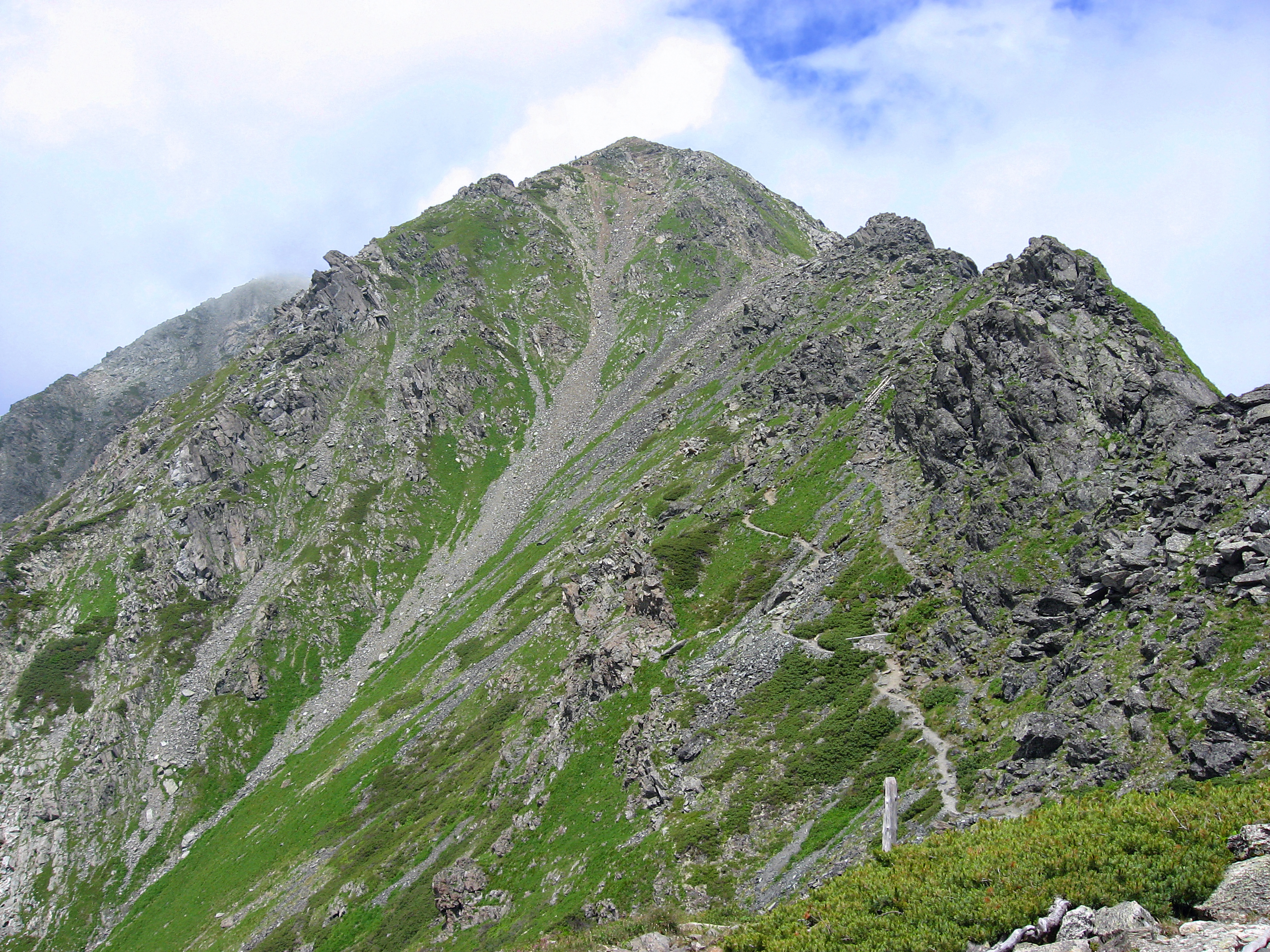
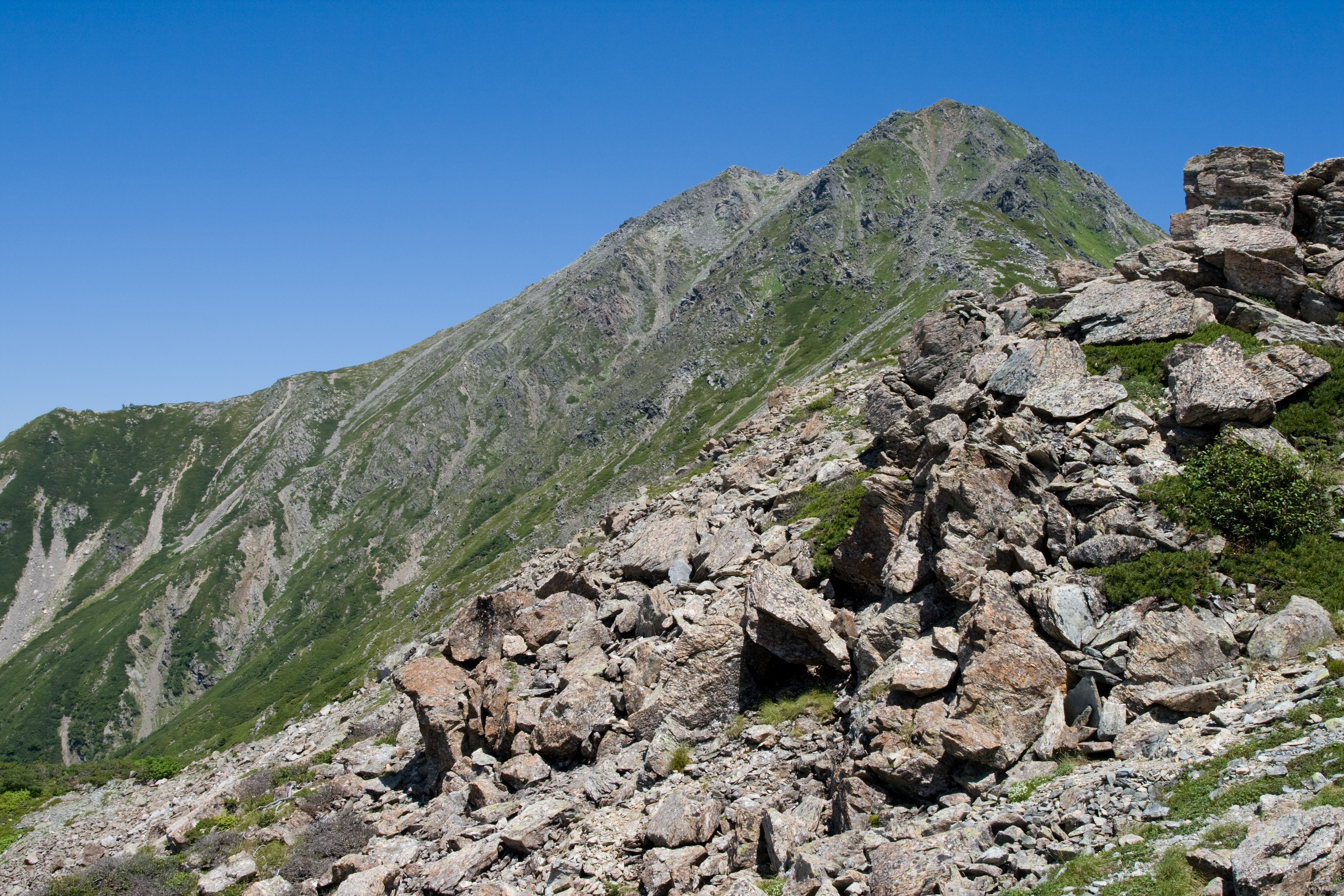
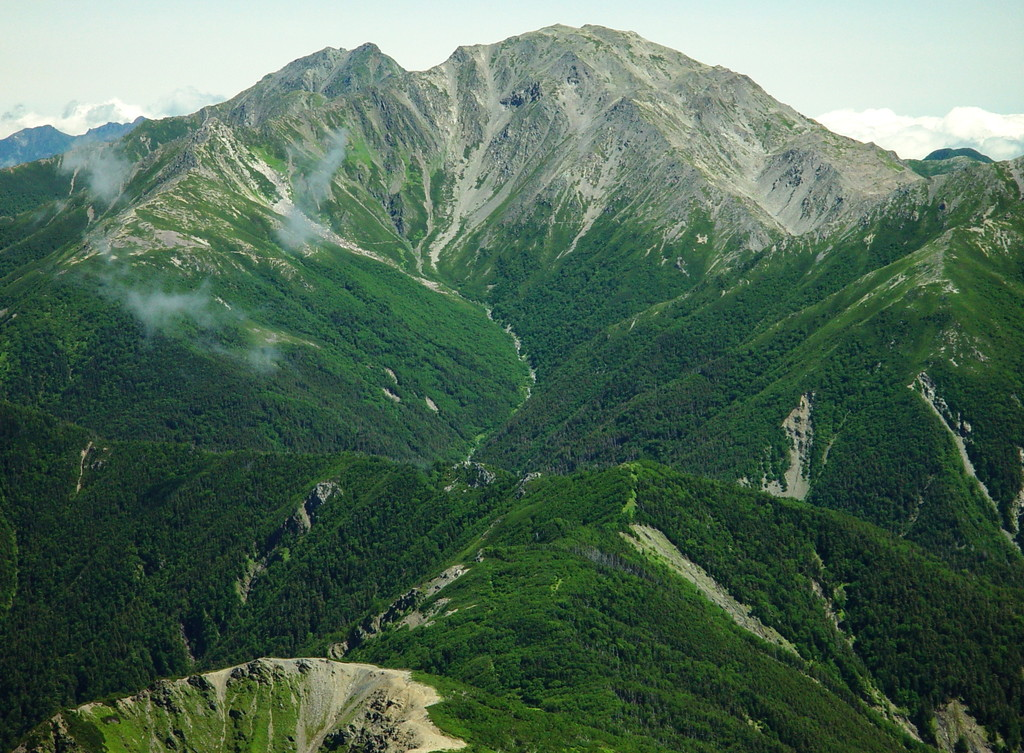
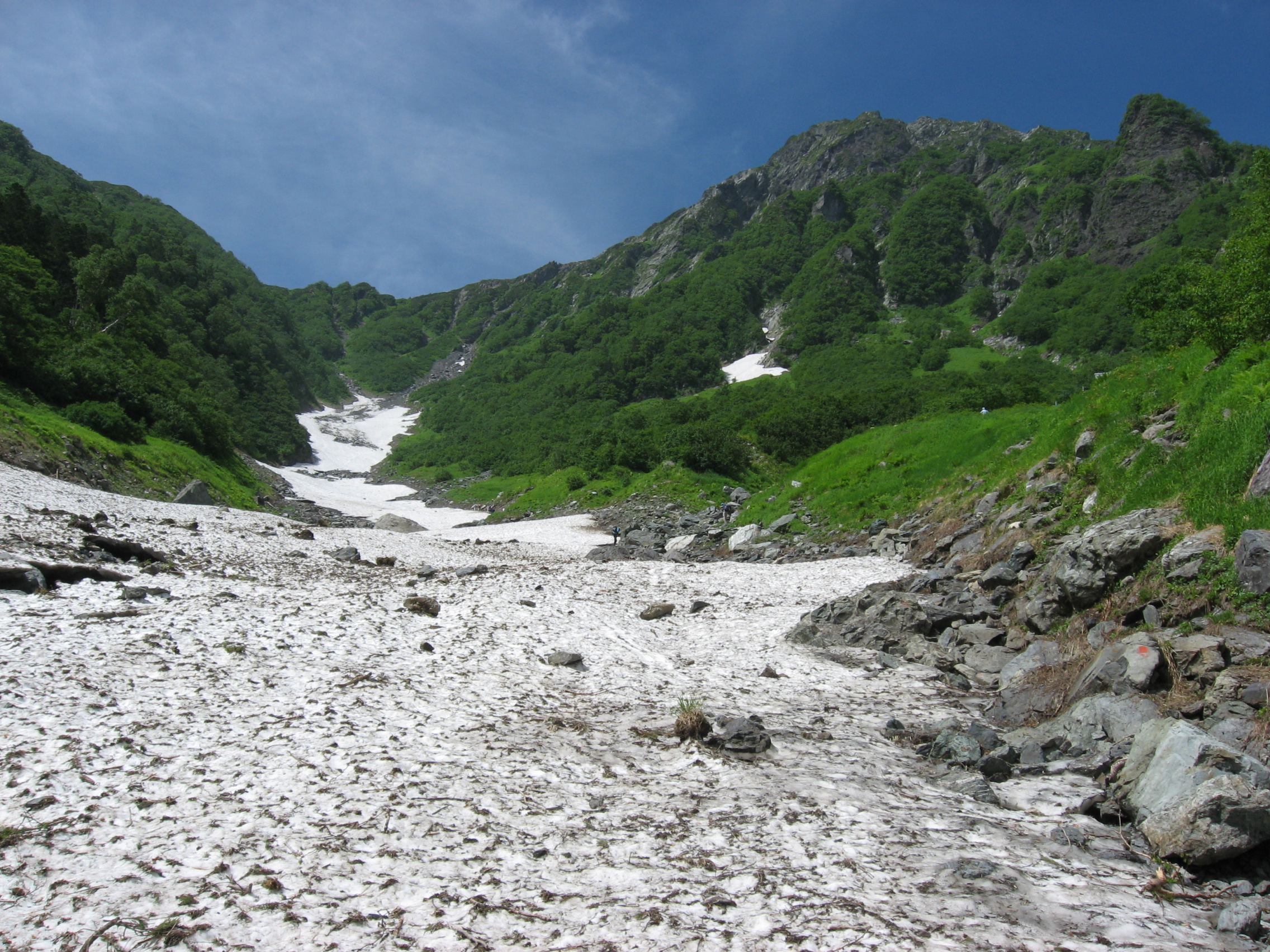
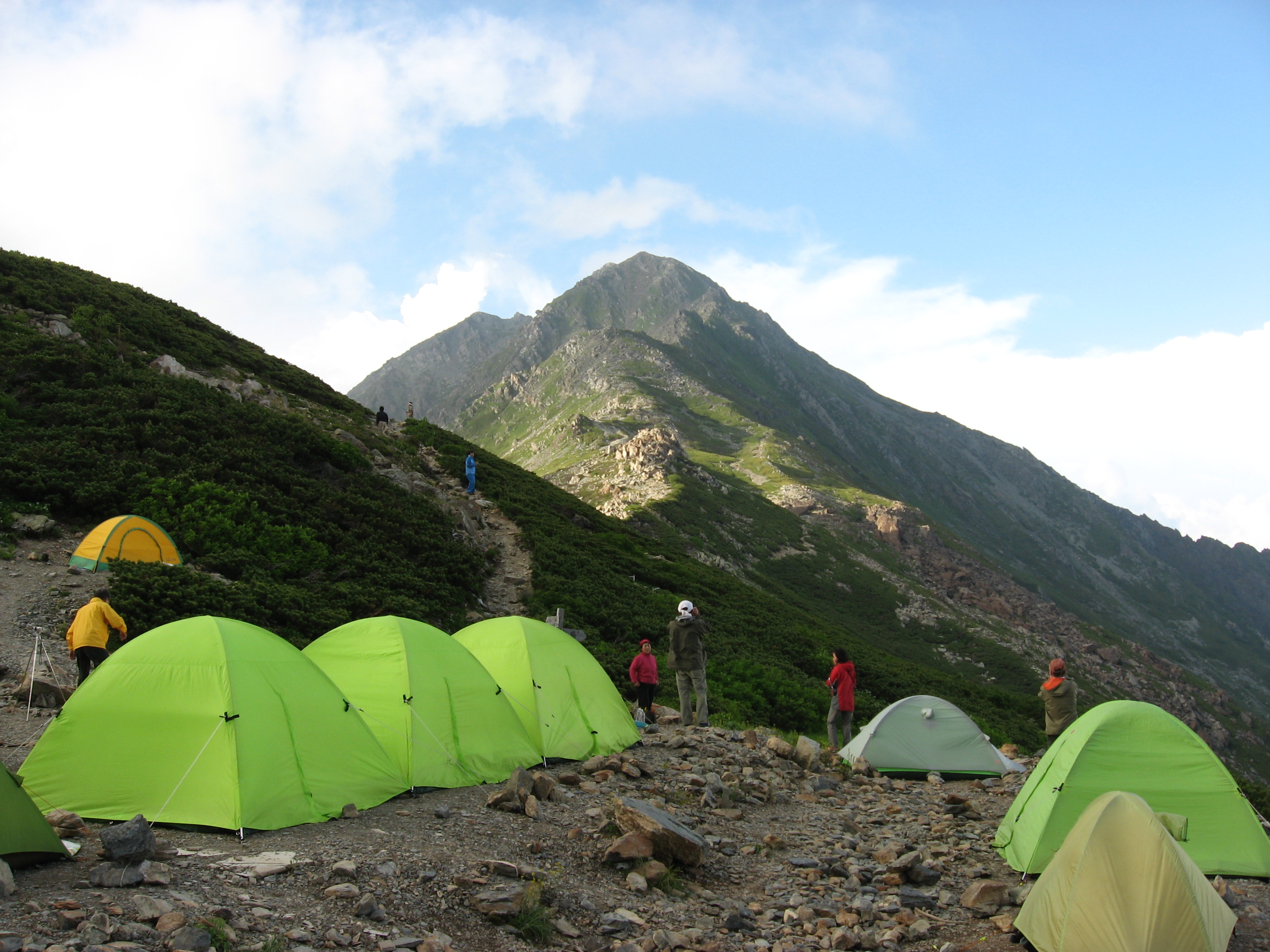
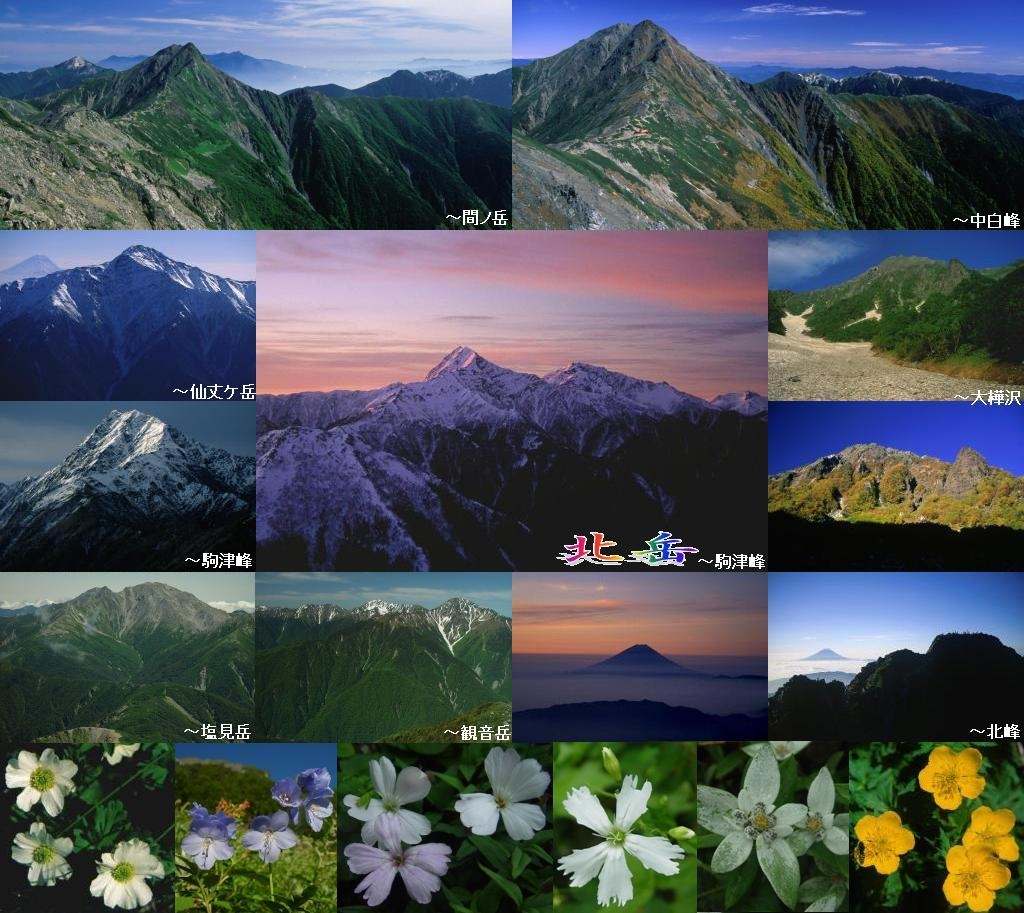

## 關連項目
- 赤石山脈、南阿爾卑斯國立公園、白峰三山

## 外部連結
- 北岳登山天氣　（日本氣象協會）
- 地圖閱覽サービス（北岳）（页面存档备份，存于）　（國土地理院）